# Floresi ember
Koordináták: d. sz. 8° 30′, k. h. 120° 24′8.500000°S 120.400000°E

A floresi ember (Homo floresiensis), gyakran használt, nem hivatalos neve (a Gyűrűk Ura félszerzeteire utalva) hobbit, az emberfélék családjának egy feltételezett és kihalt faja, amelynek fosszíliáit az indonéziai Flores szigetén végzett ásatások során tártak fel. Apró termet, valamint méretéhez képest a Homo sapiensnél kisebb agy jellemzi, viszonylag sokáig fennmaradt. Ha valóban létező faj volt, akkor sokáig egy időben élhetett a modern emberrel.

## Felfedezése
A Liang Bua barlang lerakódásaiban 2003-ban fedezték fel azt a majdnem teljes fosszilis 18 000 éves csontvázat, amelyet sok tudós e fajba sorol. Nyolc másik, ugyancsak apró egyed csontvázának részeit is megtalálták, kis kőszerszámokkal együtt, amelyek 9400 – 13 000 évvel ezelőtt készülhettek. A típuspéldány katalógusszáma LB 1. A fő lelőhelyek barlangokban vannak, a leletek vegyesen in situ és bányászott állapotúak. A leletkörnyezet felső pleisztocén barna barlangi agyag, különböző homok- és agyagtartalmú iszapkő és kavicsos hordalék. Az átmozgatott barlangi aljzatban a rétegtan nem állapítható meg pontosan, ezért a maradványok relatív és abszolút kora is csak radiometrikus és thermolumineszcenciás vizsgálat útján adható meg. A kormeghatározás a különböző leletekre 35 000 (± 4 000) és 14 000 (± 2 000) éves dátumokat eredményezett. Az első eredményeket a Nature folyóirat 431. számában tették közzé.

## Besorolása
Sokak szerint a maradványok eddig nem ismert, a Homo erectusból származó új emberfaj felfedezését jelentik, Robert Martin primatológus (Field Museum of Chicago) szerint azonban az eredeti csontváz nem tipikus egyed – tehát nem új faj felfedezését mutatja – , hanem egy Homo sapiens, amely azért volt olyan kicsi, mert mikrokefália betegségben szenvedett.
Ugyanakkor a tényeket mások másképpen csoportosították és értelmezték. Az LB1 nevű („Ebu” becenéven is említik) példány koponyájának háromdimenziós vizsgálata nem valószínűsíti mikrokefália meglétét (amely jellegzetes aszimmetriával párosulna), egyéb jellegzetességei körülbelül 1,5 millió éves Homo fajokéhoz hasonlítanak, ez a vizsgálatokat végzők szerint egybevág a végtagok archaikus jegyeivel. Ebu agyának térfogata 413 cm³, ez kisebb, mint a Homo erectus a megtalált teljes csontváz méretére arányosan lekicsinyített koponyája (azaz a koponya a testhez képest kisebb, mint a Homo erectusé), ami hasonló méretű lénynél 500–650 cm³-es lenne. Az eltérést magyarázhatja, hogy a szigetek szűkös erőforrásaihoz alkalmazkodó törpe állatfajok esetében a viszonylag erőforrás-igényes agy mérete gyorsabban zsugorodik, mint a test többi részéé. A felfedezett példány lábai viszont másra utalnak, sokkal jobban hasonlítanak a majmok lábaira, mint a Homo erectuséra, felegyenesedett járásra kevésbé alkalmasak, így elképzelhető, hogy a faj a Homo erectusnál is ősibb jegyeket hordoz. Egy, 2009 novemberében megjelenés alatt álló tanulmány szerint a leletek kladisztikai elemzése alapján a Homo floresiensis fejlődési vonala sokkal régebben ágazott le a többi embertől, az általuk javasolt két lehetséges időpont 2,3 és 1,8 millió évvel ezelőtti, azaz a Homo rudolfensis és a Homo habilis, vagy a Homo habilis és a Homo erectus kialakulása közötti idő. A floresi ember körüli viták még nem dőltek el. Korábban azt állították, hogy ha az egyed Down-szindrómás lett volna, akkor aszimmetrikusnak kéne lenni a koponyának. Egy újabb vizsgálat szerint azonban a koponya mégis csak aszimmetrikus.
A Nature Florest úgy írta le, mint az „elveszett világ” (angolul „Lost World”), ahol máshol már kihalt állatok óriási, illetve törpe alakjai alakultak ki, részben mert a sziget a Wallace-vonaltól keletre helyezkedik el. Például a szigeten törpe elefántok is éltek, mégpedig a prehistorikus Stegodon nem tagjai, amelyek máshol sokkal nagyobbra nőttek, valamint hatalmas, a komodói sárkánnyal rokon gyíkok. A törpenövés egyszerűbb evolúciós magyarázata az, hogy az elszigetelt környezetben az adott ökofülkében kevés volt az élelmiszer, így a szelekció a kisebb termet irányában hatott.
A felfedezők – nem hivatalosan – hobbitnak nevezték el a feltételezett új fajt, J. R. R. Tolkien műveinek fiktív faja után. További érdekes adalék, hogy a sziget mitológiája még a 19. században is ismert egy Ebu Gogo nevű, pici és szőrös egyedekből álló népet.

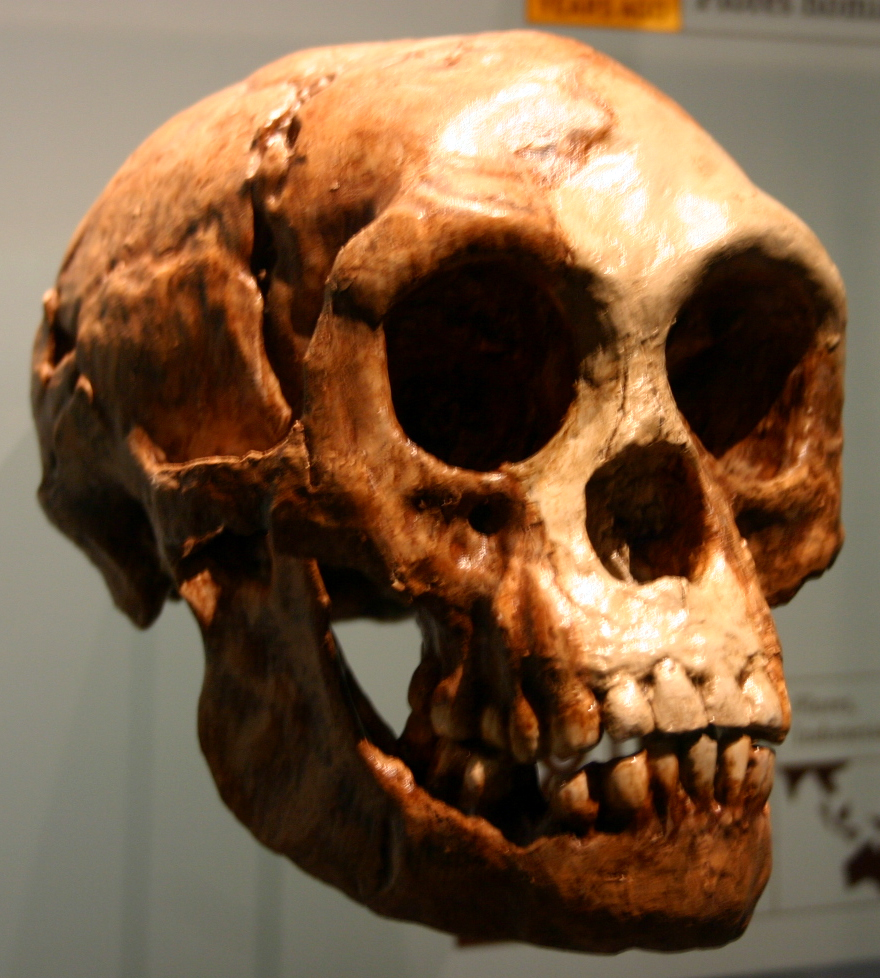
A Homo floresiensis koponyája